# 1995-ös salakmotor-világbajnokság
A 1995-ös salakmotor-világbajnokság a Speedway Grand Prix éra első, összességében pedig a széria 50. szezonja volt. Az idény május 20-án kezdődött Lengyelországban a Stadion Olimpijski helyszínén és szeptember 30-án Nagy-Britanniában végződött a Hackney Wick Stadionban.
Hans Nielsen szerezte meg a bajnoki címet, a címvédő Tony Rickardssonnal és Sam Ermolenkoval szemben.

## Versenyzők
A szezon során összesen 17 állandó versenyző vett részt a versenyeken. A résztvevők a következőképpen tevődtek össze:
- Az 1993-as és 1994-es idény 10 legjobb versenyzője kapott helyet a mezőnyben.[2]
- Ezen felül a Junior-bajnokság győztese kvalifikálhatott a mezőnybe, aki a 17-es rajtszámot használta.[3]
- A mezőnyt továbbá szabadkártyás és helyettesítő résztvevők egészítették ki.

| #                        | Motorversenyző     | Fordulók           |                    |
| Állandó résztvevők       | Állandó résztvevők | Állandó résztvevők | Állandó résztvevők |
| ------------------------ | ------------------ | ------------------ | ------------------ |
| 1                        | Tony Rickardsson   | összes             |                    |
| 2                        | Hans Nielsen       | összes             |                    |
| 3                        | Craig Boyce        | összes             |                    |
| 4                        | Greg Hancock       | összes             |                    |
| 5                        | Tommy Knudsen      | összes             |                    |
| 6                        | Marvyn Cox         | összes             |                    |
| 7                        | Henrik Gustafsson  | összes             |                    |
| 8                        | Mark Loram         | összes             |                    |
| 9                        | Josh Larsen        | 4–6                |                    |
| 10                       | Jan Stæchmann      | összes             |                    |
| 11                       | Chris Louis        | összes             |                    |
| 12                       | Sam Ermolenko      | összes             |                    |
| 13                       | Tomasz Gollob      | összes             |                    |
| 14                       | Andy Smith         | összes             |                    |
| 15                       | Gary Havelock      | összes             |                    |
| 17                       | Mikael Karlsson    | összes             |                    |
| 18                       | Billy Hamill       | összes             |                    |
| Szabadkártyás résztvevők |                    |                    |                    |
| 16                       | Dariusz Śledź      | 1                  |                    |
| 16                       | Franz Leitner      | 2                  |                    |
| 16                       | Gerd Riss          | 3                  |                    |
| 16                       | Peter Karlsson     | 4                  |                    |
| 16                       | Lars Gunnestad     | 5                  |                    |
| 16                       | Jason Crump        | 6                  |                    |
| Helyettesítő résztvevők  |                    |                    |                    |
| 19                       | Peter Karlsson     | 1–3                |                    |

## Versenynaptár és eredmények
| Forduló | Dátum          | Helyszín             | Győztes       | Második          | Harmadik         | Negyedik         | Listavezető   | Előny |
| ------- | -------------- | -------------------- | ------------- | ---------------- | ---------------- | ---------------- | ------------- | ----- |
| 1       | május 20.      | Stadion Olimpijski   | Tomasz Gollob | Hans Nielsen     | Chris Louis      | Mark Loram       | Tomasz Gollob | 2     |
| 2       | június 17.     | OAMTC Zweigverein    | Billy Hamill  | Tony Rickardsson | Hans Nielsen     | Mark Loram       | Hans Nielsen  | 2     |
| 3       | július 8.      | Rottalstadion        | Tommy Knudsen | Hans Nielsen     | Billy Hamill     | Gerd Riss        | Hans Nielsen  | 8     |
| 4       | augusztus 12.  | Motorstadion         | Tommy Knudsen | Tony Rickardsson | Greg Hancock     | Hans Nielsen     | Hans Nielsen  | 6     |
| 5       | szeptember 9.  | Speedway Center      | Hans Nielsen  | Sam Ermolenko    | Tony Rickardsson | Tomasz Gollob    | Hans Nielsen  | 9     |
| 6       | szeptember 30. | Hackney Wick Stadion | Greg Hancock  | Sam Ermolenko    | Mark Loram       | Henka Gustafsson | Hans Nielsen  | 15    |

## Végeredmény
Pontrendszer
| Helyezés | 1. | 2. | 3. | 4. | 5. | 6. | 7. | 8. | 9. | 10. | 11. | 12. | 13. | 14. | 15. | 16. | 17. | 18. |
| -------- | -- | -- | -- | -- | -- | -- | -- | -- | -- | --- | --- | --- | --- | --- | --- | --- | --- | --- |
| Pont     | 20 | 18 | 17 | 16 | 15 | 14 | 13 | 12 | 11 | 10  | 9   | 8   | 7   | 6   | 4   | 3   | 2   | 1   |

| Pozíció | Versenyző         | POL | AUT | GER | SWE | DEN | GBR | Pont |
| ------- | ----------------- | --- | --- | --- | --- | --- | --- | ---- |
|         | Hans Nielsen      | 18  | 17  | 18  | 16  | 20  | 14  | 103  |
|         | Tony Rickardsson  | 15  | 18  | 12  | 18  | 17  | 8   | 88   |
|         | Sam Ermolenko     | 14  | 11  | 10  | 12  | 18  | 18  | 83   |
| 4.      | Greg Hancock      | 9   | 13  | 9   | 17  | 14  | 20  | 82   |
| 5.      | Billy Hamill      | 4   | 20  | 17  | 11  | 13  | 15  | 80   |
| 6.      | Mark Loram        | 16  | 16  | 8   | 9   | 11  | 17  | 77   |
| 7.      | Chris Louis       | 17  | 10  | 13  | 15  | 15  | 7   | 77   |
| 8.      | Henrik Gustafsson | 12  | 15  | 15  | 8   | 7   | 16  | 73   |
| 9.      | Tomasz Gollob     | 20  | 12  | 6   | 10  | 16  | 9   | 73   |
| 10.     | Tommy Knudsen     | 2   | 2   | 20  | 20  | 12  | 11  | 67   |
| 11.     | Craig Boyce       | 11  | 8   | 7   | 14  | 10  | 10  | 60   |
| 12.     | Marvyn Cox        | 8   | 14  | 11  | 7   | 8   | 6   | 54   |
| 13.     | Gary Havelock     | 13  | 7   | 4   | 6   | 2   | 13  | 45   |
| 14.     | Andy Smith        | 6   | 9   | 14  | 3   | 3   | 3   | 38   |
| 15.     | Jan Stæchmann     | 7   | 4   | 3   | 1   | 6   | 2   | 23   |
| 16.     | Mikael Karlsson   | 3   | 3   | 2   | 4   | 1   | 4   | 17   |
| 17.     | Gerd Riss         | –   | –   | 16  | –   | –   | –   | 16   |
| 18.     | Peter Karlsson    | 1   | 1   | 1   | 13  | –   | –   | 16   |
| 19.     | Jason Crump       | –   | –   | –   | –   | –   | 12  | 12   |
| 20.     | Dariusz Śledź     | 10  | –   | –   | –   | –   | –   | 10   |
| 21.     | Lars Gunnestad    | –   | –   | –   | –   | 9   | –   | 9    |
| 22.     | Josh Larsen       | –   | –   | –   | 2   | 4   | 1   | 7    |
| 23.     | Franz Leitner     | –   | 6   | –   | –   | –   | –   | 6    |
| Pozíció | Versenyző         | POL | AUT | GER | SWE | DEN | GBR | Pont |

| Szín      | Eredmény                 |
| --------- | ------------------------ |
| Arany     | Győztes                  |
| Ezüst     | 2. helyezett             |
| Bronz     | 3. helyezett             |
| Sötétzöld | 4. helyezett             |
| Zöld      | A középdöntőben kiesett  |
| Fehér     | A selejtezőben kiesett   |
| Piros     | Nem vett részt a futamon |